# Agent double (film, 2007)
Pour les articles homonymes, voir Breach et Agent double (homonymie).
Pour plus de détails, voir Fiche technique et Distribution.
Agent double ou Brèche au Québec (Breach) est un thriller d'espionnage américain réalisé par Billy Ray, sorti en salles en 2007.
Le film est basé sur l'histoire d'Eric O'Neill, agent du FBI en formation, qui permit l'arrestation de l'agent Robert Hanssen reconnu coupable d'espionnage au profit de l'URSS et de la fédération de Russie. Il met en scène Chris Cooper dans le rôle d'Hanssen et Ryan Phillippe dans le rôle de O'Neill. Laura Linney incarne un agent de liaison chargée de superviser O'Neill, tandis que Caroline Dhavernas et Kathleen Quinlan interprètent respectivement les épouses de O'Neill et Hanssen. Les autres rôles notables sont joués par Gary Cole et Dennis Haysbert. Malgré un score au box-office relativement modeste, le film est globalement bien accueilli par la critique.

## Synopsis
Novembre 2000, Eric O'Neill est un jeune employé du FBI chargé de photographier des suspects. Un jour, l'agent Kate Burroughs le charge de travailler sous les ordres de Robert Hanssen, qui a près de vingt-cinq ans d'ancienneté dans l'agence. Soupçonné d'être un déviant sexuel, Hanssen est détaché de son poste au Département d'État pour celui d'une nouvelle division spécialisée dans l'assurance information, où il y sera à la tête. O'Neill est chargé de trouver des preuves.
Au départ, Hanssen n'a que des rapports professionnels avec O'Neill, tout en raillant la bureaucratie du FBI et se plaint que seuls ceux qui savent utiliser une arme à feu obtiennent des postes importants à la place de ceux, comme Hanssen, qui sont impliqués dans les questions vitales de sécurité nationale. Il appelle le bureau au sujet du système d'information sur les technologies qu'il trouve archaïque et déplore le manque de coordination et d'échange d'informations avec d'autres agences de renseignements. Toutefois, Hanssen va lier un contact amical avec son subordonné en devenant une sorte de mentor. Fervent catholique et membre de l'Opus Dei, il exhorte O'Neill, également catholique mais ayant cessé de pratiquer, et son épouse Julianna, jeune laïque est-allemande de naissance à pratiquer activement à la religion. Hanssen prend un intérêt personnel au sujet d'O'Neill et de Julianna, qui se méfie du nouveau patron de son mari en ressentant mal les intrusions.
N'ayant trouvé aucune preuve concernant une double vie d'Hanssen, dont il développe un respect croissant, O'Neill apprend par Burroughs qu'Hanssen est soupçonné d'espionnage pour le compte de l'Union soviétique et de la Russie et d'être responsable de la mort d'agents travaillant pour les États-Unis, en vendant des informations. L'officier traitant ajoute que les allégations de déviance sexuelle d'Hanssen sont véridiques, mais de considérations secondaires. O'Neill apprend que le directeur du FBI mène personnellement cette enquête.
Alors que le FBI pourrait arrêter Hanssen pour des chefs d'accusations moins graves, l'agence veut le coincer pour acte d'espionnage, afin de le menacer de la peine de mort pour trahison pour l'inciter à divulguer des informations qu'il a compromise. Parallèlement, O'Neill doit obtenir des données du Palm Pilot d'Hanssen et de l'éloigner lorsque des agents fédéraux fouillent sa voiture, puis placent des dispositifs d'écoutes sur le véhicule.
Toutefois, Hanssen commence à se douter qu'il est placé sur écoute à cause des interférences de sa radio, le rendant suspicieux. Il se demande pourquoi il travaille à un poste isolé, quelques mois avant sa retraite. Il dit à O'Neill qu'il sent surveillé par des agents russes. Un message d'Hanssen aux Russes est intercepté par le FBI, disant qu'il veut arrêter de donner des informations. O'Neill parvient à convaincre Hanssen qu'il n'est pas surveillé, ni par les Russes et ni par lui au nom du FBI.
Février 2001, ayant retrouvé la confiance, Hanssen donne de nouvelles informations volées et le FBI, qui le surveille, l'arrête peu de temps après. Bien que son travail lui assure d'être promu agent, O'Neill préfère y renoncer car l'affaire a failli ruiner son mariage et quitte l'agence. Lorsqu'il quitte le bureau avec ses affaires, il tombe par hasard sur Hanssen escorté par des agents dans un ascenseur, lui demandant de prier pour lui, ce que promet O'Neill.

## Fiche technique
- Titre français : Agent double
- Titre québécois : Brèche
- Titre original : Breach
- Réalisation : Billy Ray
- Scénario : Billy Ray, Adam Mazer et William Rotko
- Musique : Mychael Danna
- Directeur de la photographie : Tak Fujimoto
- Montage : Jeffrey Ford
- Décors : Wynn Thomas
- Costumes : Luis Sequeira
- Casting : Cassandra Kulukundis
- Production : Scott Kroopf, Robert F. Newmyer (en) et Scott Strauss
- Coproducteur : Jeffrey Silver
- Producteurs exécutifs : William Horberg, Sidney Kimmel, Adam Merins
- Producteur associé : David Christopher O'Neill
- Société de production : Universal Pictures, Sidney Kimmel Entertainment, Outlaw Productions et Intermedia
- Société de distribution : Universal Pictures, SND
- Pays :  États-Unis
- Langues : anglais, russe, arabe et latin
- Genre : espionnage, thriller, biopic et historique
- Format : couleur – 35 mm – 1.85:1 — son SDDS, Dolby Digital et DTS
- Date de sortie en salles : 
  -  États-Unis : 16 février 2007
  -  France : 28 novembre 2007

## Distribution
- Chris Cooper (VQ : Sébastien Dhavernas) : Robert Hanssen
- Ryan Phillippe (VQ : Martin Watier) : Eric O'Neill
- Laura Linney (VQ : Valérie Gagné) : Kate Burroughs
- Caroline Dhavernas (VQ : elle-même) : Juliana O'Neill
- Gary Cole (VQ : Jean-Luc Montminy) : Rich Garces
- Dennis Haysbert (VF : Patrick Descamps ; VQ : Guy Nadon) : Dan Plesac
- Kathleen Quinlan (VQ : Élizabeth Lesieur) : Bonnie Hanssen
- Bruce Davison (VQ : Mario Desmarais) : John O'Neill
- Jonathan Watton : Geddes

 Source et légende : version québécoise (VQ) sur Doublage.qc.ca

## Production
Le tournage du film débuta le 16 novembre 2005 à Toronto, au Canada, se poursuivit à Vienna, en Virginie puis dans la ville de Washington jusqu'en janvier 2006.

## Réception critique
Dans l'ensemble des critiques professionnelles, Agent double est globalement bien reçu. Dans les pays anglophones, le long-métrage obtient 84 % d'avis favorables sur le site Rotten Tomatoes, basé sur 176 commentaires collectés et une moyenne de 7⁄10, tandis qu'il obtient un score de 74⁄100 sur le site Metacritic, basé sur 36 commentaires collectés, à majorité positifs.

## Box-office
Aux États-Unis, le film rencontre un succès modeste au box-office, démarrant en sixième position le week-end de sa sortie avec 10 504 990 $ de recettes sur 1 489 salles, pour 7,055 $ par salles. Bien qu'obtenant une combinaison maximale de 1 505 salles lors de sa quatrième semaine, Agent double ne parvient pas à obtenir une hausse des recettes, finissant son exploitation avec 33 231 264 $ de recettes. À l'international, le long-métrage ne parvient qu'à totaliser 7 722 671 $ de recettes, obtenant son meilleur score en Australie avec 1 746 153 $ de recettes. Le cumul des recettes  américaines et étrangères pour le box-office mondial est de 40 953 935 $.
En France, sorti dans 45 salles, Agent double passe inaperçu, puisqu'il totalise 17 419 entrées en première semaine à l'affiche. En seconde semaine, le film enregistre 4 166 entrées, portant le total à 21 585 entrées. Resté trois semaines à l'affiche, Agent double a enregistré un total de 21 592 entrées.
Des éditions DVD et HD DVD sont sorties aux États-Unis le 12 juin 2007.